# Ducado de Benevento
El Ducado de Benevento constituyó la extrema propagación meridional del dominio lombardo en Italia y junto al ducado de Spoleto constituyeron la llamada Langobardia minor.
Formalmente sujeta al dominio de los pontífices romanos (ducado de Roma) que con sus posesiones en las regiones centrales la ubicaban fuera del resto de la Italia lombarda, Benevento fue sustancialmente independiente hasta el principio de la fundación del ducado. Sus destinos estuvieron estrechamente ligados al Reino lombardo solo durante el reinado de Grimoaldo y de los soberanos sucesores de Liutprando. Después de la caída del reino, sin embargo, el dominio beneventano queda como el único de los territorios lombardos en mantener de facto la propia independencia por casi trescientos años, más allá de la división de sus territorios en el 851.

## Fundación del ducado

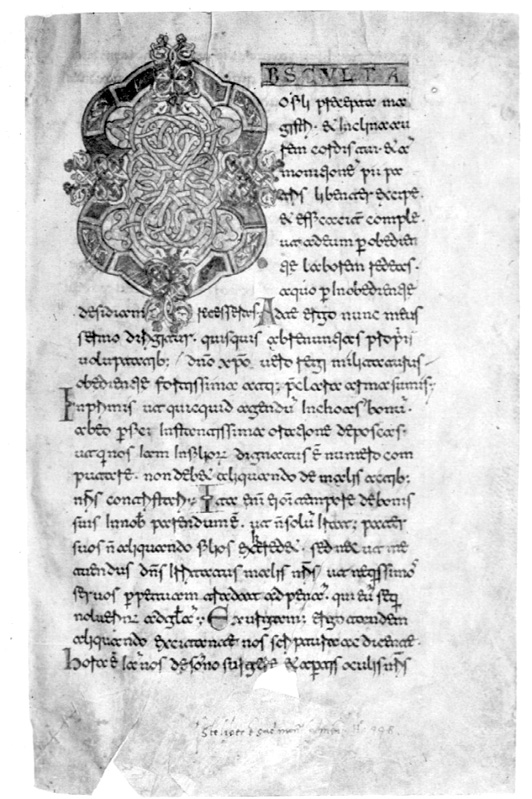
Escritura manuscrita benevetana. (1075-1090). Regula Benedicti, Monte Cassino, Biblioteca dell'Abbazia,

Las circunstancias de la constitución del ducado son ahora debatidas entre los historiadores. La fecha de fundación permanece en efecto controvertida porque las noticias a propósito contrastan con el tiempo de la llegada de los lombardos a Italia, que según algunos habrían estado presentes en el Mezzogiorno bien antes de la completa conquista de la Padania. En todo caso, la fundación del ducado se hace resaltar en 576 y los lombardos habrían entonces llegado enseguida, en torno al 590. Lo que es cierto es que el primer duque (dux) fue Zotto, comandante de una horda de soldados que estaba descendiendo a la Península a lo largo de las costas campanias. El ducado fue constituido rápidamente como entidad estatal independiente, pero bien pronto Zotto fue constreñido a someterse a la autoridad del Reino lombardo constituido en el norte de Italia. Lo sucedió su nieto Areco I, que con su ascenso al poder inauguró la adopción de la monarquía hereditaria, casi inexistente en la cultura política longobarda.
La sumisión de Zotto a la corona no limitó por mucho tiempo la autonomía del ducado, que aun siendo parte del Reino lombardo se mantuvo esencialmente independiente. Aun así, entre Benevento y el resto del dominio longobardo existía una fuerte comunión de raíces: se compartían la lengua, las leyes, la religión. Es más, estaba vigente la usanza por la cual los duques beneventanos se casaban con princesas de la familia real. Pero si por una parte existían innegables elementos comunes, por la otra había una distancia geográfica que bien pronto se transfirió también al plano cultural. Los duques de Benevento y los soberanos de Pavía eran en efecto separados por un vasto territorio que respondía a alianzas con Roma o con Rávena. La autonomía cultural que se generó fue la natural consecuencia de este estado de cosas. En la Iglesia de Benevento, por ejemplo, se desarrolló y difundió un diverso tipo de canto litúrgico, el Canto beneventano, que resistió la difusión de los cantos gregorianos hasta el siglo XI. Y en este ámbito de autonomía se desarrolló también la forma de escritura llamada beneventana, a través de la cual era escrito el latín.
Preciosas informaciones sobre la historia de este estado longobardo provienen del escritor del siglo VIII Pablo el Diácono, llegado a Benevento con el séquito de una princesa de Pavía, esposa del duque. Se estableció en la abadía de Montecassino fundada en el año 524 por Benito de Nursia,  Diácono escribió primero la historia de Roma, después la de los Longobardos, forjándose la principal fuente de informaciones históricas sobre el ducado de los orígenes hasta aquel momento.
Al contrario que en Padania, la conquista de la zona no fue fruto de un plan articulado como pudo ser la inmigración en masa desde Panonia. En el sur de Italia se dirigieron sobre todo guerreros, dedicados a razzias y asedios y formados en bandas. Eran recabados como mercenarios al servicio de los bizantinos en las guerras greco-góticas. El mismo Zotto podría haber sido un jefe de milicias mercenarias longobardas, tal vez parte integrante de la guarnición bizantina de Benevento. Al retiro bizantino corresponde la avanzada longobarda, pero no en la forma de las farae, sino del comitatus, esto es de aquel lazo de fidelidad que ligaba los soldados al jefe y que in nuce contiene el futuro feudalismo. Por consecuencia, la influencia cultural en el sur de Italia fue más débil y, paralelamente, más simple la integración con las poblaciones vencidas, numéricamente mayoritarias, aunque fueran socialmente marginadas. Los cortejos funerarios confirman este panorama.

## Expansión

Mapa de la Italia bizantina y lombarda hacia finales del.

Bajo el reinado de los sucesores de Zotto, el ducado comenzó a expandirse a expensas del Imperio bizantino. Arechis I, proveniente del Ducado de Friuli, sometió al dominio de Benevento las ciudades de Capua y Crotona, saqueó la bizantina Amalfi, pero no se impuso a Nápoles. A su muerte, los dominios bizantinos en el sur de Italia eran notablemente reducidos. A Constantinopla le quedaban solo Nápoles, Amalfi, Gaeta, Sorrento, parte de Calabria y las ciudades marítimas de Apulia (Bari, Brindisi, Otranto).
En el 662 el duque Grimoaldo (en el poder desde 647) se dirigió al reino del norte en apoyo al rey Godoberto, en lucha con su hermano Pertarito, su corregente. Grimoaldo comprendió bien la ocasión que se le ofrecía y abandonando los pactos y las alianzas mató a los hermanos y conquistó Pavía, deviniendo rey de los longobardos. En estos años intentó levantar el arrianismo en perjuicio del catolicismo, difundido por el último rey Ariperto. Pero el arrianismo estaba ya desapareciendo también en su ducado, perdiendo así aquella característica distintiva entre la minoría étnica longobarda y la población de lengua latina. El catolicismo favoreció en cambio la fusión de los dos componentes y la formación de una conciencia nacional única.
En el 663 la misma Benevento fue asediada por los bizantinos. Estos, guiados por Constante II Heraclio, desembarcaron en Tarento en una tentativa de recuperar los dominios perdidos y restablecer la autoridad del Imperio sobre el sur de Italia. El duque Romualdo defendió corajudamente la ciudad y venció al emperador, que por su parte temía el arribo del padre del duque, el rey Grimoaldo, y se vio forzado a retirarse a Nápoles. Romualdo interceptó parte del ejército bizantino en Forino, entre Avellino y Salerno, y lo aniquiló. La paz entre el ducado y el Imperio de Oriente fue sellada solo en el 680.
En los decenios sucesivos, Benevento le quitó a los bizantinos diversos territorios. Pero en este punto, el principal enemigo del ducado era el mismo Reino lombardo del norte de Italia. El rey Liutprando intervino más veces en los asuntos beneventanos, intentando imponer propios candidatos al trono ducal. Su sucesor, Rachis, declaró los ducados de Benevento y Spoleto territorios extranjeros, en los cuales era prohibido circular sin un regular permiso real.

## De ducado a principado
En el 758 los conflictos entre los dominios meridionales y los septentrionales del Reino lombardo se agravaron. Las ciudades de Spoleto y Benevento fueron ocupadas por un breve tiempo por el rey Desiderio, pero con la derrota de este último y la conquista del Reino lombardo por parte de Carlomagno (774) el trono quedó vacante. El duque Arechis II pensó en aprovechar la situación e intentar un golpe de mano para apropiarse de la corona. Pero la empresa se volvió bien pronto impracticable, sobre todo porque de este modo Arechis habría atraído a sí la atención de los francos, exponiéndose a fáciles peligros. El duque no perdió tampoco la ocasión de alzar su propia dignidad y se atribuyó el título de príncipe, elevando su dominio a principado. Su ascenso debió sin embargo interrumpirse: en el 787 el asedio de Salerno por parte de Carlomagno lo constriñó a someterse al señorío de los Francos.
En el 788 el principado fue nuevamente invadido por las tropas bizantinas, guiadas esta vez por Adelchis de Benevento, el hijo de Desiderio, que había encontrado refugio en Constantinopla. Una tentativa arriesgada que fue hábilmente obstaculizada por el hijo de Arechis II, Grimoaldo III de Benevento. En la guerra contra Adelchis tomaron parte también los francos, que en el curso de las cuestiones bélicas se lanzaron más veces al ataque de los mismos territorios de Benevento, obteniendo algunas pequeñas conquistas. Notable fue solo la anexión de Chieti al Ducado de Spoleto.
En el 814 el emperador Luis el Piadoso logra la sumisión de Benevento y el príncipe Grimoaldo IV de Benevento le hace algunas vagas promesas de tributos y obediencia. Ninguno de estos empeños, aún renovados por el sucesor Sico I de Benevento, fue realmente observado: al contrario, el poder cada vez más declinante de los soberanos carolingios consintió al principado alargar los márgenes de su autonomía.

## División del Principado

Principado de Benevento, en el siglo ix.

A pesar de la incesante hostilidad de los francos, Benevento alcanzó en el siglo siguiente el ápice de su grandeza, llegando a imponer tributos a la ciudad de Nápoles y conquistando Amalfi bajo el duque Sicardo de Benevento. Cuando este último fue asesinado por una conjura de palacio, en el principado fue la guerra civil. El hermano de Sicardo, Siconulfo de Salerno, fue proclamado príncipe de Salerno, mientras el asesino Radelchis I de Benevento fue aclamado soberano de los beneventanos.
El conflicto concluyó solo después de diez años de luchas con la división del principado, sancionada por el mismo emperador Luis el Germánico con la capitulación del 851. De la división nació el Principado de Salerno, mientras al Principado de Benevento, reducido en su extensión territorial, quedaron Samnio, Molise y Apulia al norte de Tarento. Muchos de los gastaldos y condes de la zona, como los de Capua, aprovecharon esta situación de caos para declararse independientes de ambos señoríos.
Una crisis agravada por las invasiones sarracenas, que por primera vez fueron llamados a Italia por el mismo Radelchis I de Benevento y después por Siconulfo de Salerno durante la más que decenal guerra por la sucesión de Sicardo de Benevento. De este modo, los mercenarios musulmanes fueron llamados a la intervención armada en Europa por los mismos gobernantes cristianos en guerra entre sí. Nápoles, Salerno y Benevento sufrieron en este periodo violentos saqueos y devastaciones. La colonia sarracena constituida en el sur del Lacio fue aniquilada solo en el 915, después de la batalla del Garellano. Al mismo tiempo, el Imperio bizantino volvía a la carga reconquistando gran parte del sur de Italia y reduciendo el ya declinante poder de Benevento.

## Reunificación
En el 899, Atenulfo de Capua conquistó Benevento y unificó los dos principados, declarándolos jurídicamente inseparables. Él introdujo el principio de la corregencia, por el cual los hijos eran asociados al gobierno por los padres reinantes. Un método que fue rápidamente adoptado también por los soberanos de Salerno. La entera Langobardia Minor fue reunificada por última vez por el duque Pandulfo Testa di Ferro, que en el 978 deviene también príncipe de Salerno. A él se debe la constitución de la Archidiócesis de Benevento en el 969. Antes de su muerte, en marzo del 981, Pandulfo había obtenido del emperador Otón I el Grande también el Ducado de Spoleto. Sin embargo, no dejó una herencia unitaria, sino que dividió su dominio entre sus dos hijos: Landulfo V obtuvo el principado de Benevento y Capua, mientras Pandolfo II obtuvo Salerno. Pero Benevento volvió de nuevo a su señor cuando Pandolfo II, nieto de Testa di Ferro, se rebeló contra el statu quo, perdiendo su parte de herencia.

## Conquista normanda

Italia hacia el año 1000 d. C.

Los primeros decenios del siglo XI vieron a Benevento declinar mucho más rápidamente que los otros principados como Salerno, ahora en posición de absoluto predominio, o Capua. El emperador Enrique II del Sacro Imperio Romano Germánico, en el 1022, conquistó Capua y Benevento, pero fue obligado a un rápido retorno a Alemania después del fallido asedio de Troia. Fueron estos los años de la llegada de los Normandos al sur de Italia. Benevento, que de allí a poco habría aceptado la inclusión en los Estados Pontificios, fue por eso solo un débil aliado. El príncipe beneventano, sin embargo, tenía entonces bastante prestigio para poderse permitir mandar a su hijo, Atenulfo, a comandar la rebelión normando-longobarda en Apulia. En realidad, fue un desastre: Atenulfo abandonó rápidamente la empresa y Benevento perdió todo lo que le quedaba de influencia.
Roberto Guiscardo conquistó Benevento en 1053 y venció a su soberano nominal, el papa León IX, al que hicieron prisionero. Desde Roma fue nominada una serie de duques longobardos minores hasta el 1078, cuando la Santa Sede confió el señorío sobre el principado al mismo Guiscard. Pero ya en el 1081, fue restituido nuevamente al papado. Benevento estaba reducida ya a una pequeña ciudad marginal y esto era todo lo que quedaba de un principado otrora potente, capaz de determinar las ruedas de la política en el Mezzogiorno por enteras generaciones. 

## El ducado en la Edad Moderna
No fueron nombrados más duques ni príncipes hasta el tiempo de los papas Borgia, ya en el siglo XV: en 1458 Calixto III nombró duque a su sobrino Pedro Luis de Borja, pero tras la muerte del papa el nuevo duque debió ceder sus posesiones a Pío II.
Cuarenta años más tarde, en el consistorio del 7 de junio de 1497 el papa Alejandro VI erigió nuevamente Benevento en ducado junto con las ciudades de Terracina y Pontecorvo e invistió como duque a su hijo Giovanni Borgia, con derecho a transferirlo a sus hijos varones.  
Sin embargo Giovanni fue asesinado una semana más tarde, y las protestas de los reyes de España Fernando e Isabel por la concesión de unos territorios confinantes a Calabria, que hacían sospechar las intenciones del papa sobre el Reino de Nápoles, motivaron que en marzo de 1499 el ducado fuera restituido nuevamente a los Estados Pontificios. 

En 1806, después de la conquista de Benevento por parte de Napoleón Bonaparte, fue nombrado príncipe Charles Maurice de Talleyrand, pero el título no tenía ningún significado concreto y desapareció con Napoleón en 1815. Benevento continuó como dominio pontificio hasta la Unificación de Italia (1861).

## Lista de Duques y Príncipes de Benevento
- Véase: Anexo:Duques y príncipes de Benevento